# Ilce Barahona
Ilce Fernando Barahona Castillo (Puerto Cortés, Cortés, Honduras, 27 de septiembre de 1998) es un futbolista hondureño. Juega como mediocampista y su actual club es el Real Juventud de la Liga de Ascenso de Honduras.

## Selección nacional
Ha sido internacional con la selección de fútbol de Honduras en 2 ocasiones. 

## Clubes
| Club                       | País     | Año         |
| -------------------------- | -------- | ----------- |
| Platense                   | Honduras | 2014 - 2021 |
| Real Club Deportivo España | Honduras | 2021        |
| Platense                   | Honduras | 2022        |
| Honduras Progreso          | Honduras | 2022 - 2023 |
| Real Club Deportivo España | Honduras | 2023 - 2025 |
| Real Juventud              | Honduras | 2025 -      |

## Estadísticas
| Club                | Temporada           | Liga  | Liga  | Copa Nacional | Copa Nacional | Copa Internacional | Copa Internacional | Total | Total |
| Club                | Temporada           | Part. | Goles | Part.         | Goles         | Part.              | Goles              | Part. | Goles |
| ------------------- | ------------------- | ----- | ----- | ------------- | ------------- | ------------------ | ------------------ | ----- | ----- |
| Platense Honduras   | 2014-15             | 4     | 0     | -             | -             | -                  | -                  | 4     | 0     |
| Platense Honduras   | 2015-16             | 0     | 0     | -             | -             | -                  | -                  | 0     | 0     |
| Platense Honduras   | 2016-17             | 1     | 0     | -             | -             | -                  | -                  | 1     | 0     |
| Platense Honduras   | 2017-18             | 2     | 0     | -             | -             | 1                  | 0                  | 3     | 0     |
| Platense Honduras   | 2018-19             | 2     | 0     | -             | -             | -                  | -                  | 2     | 0     |
| Platense Honduras   | 2019-20             | 22    | 5     | -             | -             | -                  | -                  | 22    | 5     |
| Platense Honduras   | 2020-21             | 12    | 1     | -             | -             | -                  | -                  | 12    | 1     |
| Platense Honduras   | Total               | 43    | 6     | 0             | 0             | 1                  | 0                  | 44    | 6     |
| Total en su carrera | Total en su carrera | 43    | 6     | 0             | 0             | 1                  | 0                  | 44    | 6     |

## Palmarés

### Campeonatos nacionales
| Título           | Club     | País     | Año  |
| ---------------- | -------- | -------- | ---- |
| Copa de Honduras | Platense | Honduras | 2018 |